# L'Éguille

L'Éguille este o comună în departamentul Charente-Maritime, Franța. În 1 ianuarie 2022 avea o populație de 909 de locuitori.